# Just Eat
Just Eat és una companyia de serveis dedicada a la distribució de menjar per emportar a domicili en diversos formats. Actua com un intermediari entre bars o restaurants i els clients. Amb seu al Regne Unit, opera en 13 països d'Europa, Àsia, Oceania i Amèrica. La plataforma posseeix locals fora dels restaurants per organitzar i coordinar les ordres de distribució i lliurament a domicili. Cotitza a la Borsa de Londres i és un dels valors integrants de l'FTSE 250 Index.

## Història
Jesper Buch va fundar Just Eat a Dinamarca el 2000 i va llançar el servei l'any següent, l'agost de 2001. A 2006, va traslladar la companyia a Londres, on es va traslladar tot l'equip inicial sota el comandament del director de vendes, David Buttress. L'empresa es va posar en marxa al Regne Unit al març d'aquest any. L'expansió internacional va continuar amb una seu als Països Baixos, on van iniciar els seus serveis al juliol de 2007. I a l'abril de 2008, es van instal·lar en Irlanda.
Al gener de 2011, es va establir a l'Índia a través d'una aliança d'empreses amb una companyia local. Al mes següent, el grup va captar 30 milions de lliures per seguir la seva expansió i poder adquirir 7 noves empreses, entre les quals hi havia diversos operadors locals com eat.ch (Suïssa) a l'abril; ClickEat (Itàlia) al maig; RestaurantWeb (Brasil) al juny i Alloresto (França) en desembre. Altres adquisicions buscaven enfortir la seva presència al Regne Unit (com Urbanbite, per aconseguir major quota de mercat corporatiu) o al Canadà (va adquirir YummyWeb a l'abril per cobrir la regió de Vancouver i GrubCanada a l'octubre per als mercats de la regió d'Ontario i Columbia) .
Els seus competidors principals són les empreses Deliveroo, GrubHub, i Hungryhouse.

## Cronologia recent
- 2012: A l'abril, va aconseguir consolidar la seva posició al Regne Unit en adquirir Fillmybelly.com. Una setmana més tard, Just Eat anuncia una nova ronda de finançament per un valor de £ 40 milions de lliures.

- 2013: Després de cinc anys a la companyia, el CEO Klaus Nyengaard va fer un pas enrere al febrer de 2013. Va ser reemplaçat al maig per David Buttress.

- 2014: El 3 d'abril, l'empresa va sortir a borsa a Londres. Al juliol, va augmentar fins al 80% la seva participació en Alloresto. Al setembre, Just Eat va fusionar el seu negoci brasiler, RestauranteWeb, amb un dels seus competidors, iFood, per formar una companyia conjunta en què Just Eat tindria el 25% de participació.

- 2015: Al febrer de 2015, Just Eat va vendre a FoodPanda les seves inversions en JV, i va continuar la seva expansió per Mèxic, amb l'adquisició del 100% de SinDelantal. A més va augmentar la seva participació en IF-JE, l'ensenya brasilera de JV amb iFood. Al maig, va anunciar la compra d'Menulog, una companyia australiana per la qual va pagar $ 855 milions de dòlars australians. Es va finançar amb participacions noves. Al juliol, va adquirir la signatura Orderit.ca, una empresa canadenca de repartiment de menjars, consolidant la seva presència al Canadà.

- 2016: A l'agost, va vendre les seves operacions al Benelux (Països Baixos i Bèlgica) al seu competidor holandès Takeaway.com per € 22,5 milions d'euros.

### Índia
Just Eat Índia va ser fundada el juliol de 2006 com HungryBangalore, per Ritesh Dwivedy. L'agost de 2008, HungryBangalore va ser rebatejada com HungryZone. HungryZone va captar una primera ronda de finançament d'Indian Angel Network. El gener de 2011, HungryZone va anunciar una societat conjunta amb Just Eat, en què la companyia britànica posseïa un 60% de participació.

### Irlanda
Just Eat Irlanda va ser llançat a l'abril de 2008. Al novembre, Just Eat va adquirir 250 restaurants de Eatcity.ie.

## Inversió
Al juliol de 2009, Just Eat va fer una primera ronda de finançament. Index Ventures i Venrex Capital van invertir £ 10.500.000 a Just Eat Holdings Ltd El març de 2011 va venir una segona ronda d'inversió procedent dels EUA, és especial de Greylock Partners i Redpoint Ventures, que van invertir £ 30 milions.
A l'abril de 2012, una tercera ronda d'inversió va atreure a Vitruvian Partners, Index Ventures, Greylock Partners i Redpoint Ventures, que van invertir més de £ 40 milions a Just Eat Holdings Ltd

### Patrocini
Al maig de 2014, va signar el patrocini del Derby County Football Club per tres temporades. L'1 de juliol de 2015, Just Eat va insistir en aquesta tasca de patrocinador i va anunciar el seu acord amb el club Oud-Heverlee Leuven per a la temporada 2015-16.